# 10080 Macevans
A 10080 Macevans (ideiglenes jelöléssel (10080) 1990 OF1) a Naprendszer kisbolygóövében található aszteroida. Eleanor F. Helin fedezte fel 1990. július 18-án.

## Kapcsolódó szócikk
- Kisbolygók listája (10001–10500)